# Religión en Europa
La religión en Europa tiene varios periodos históricos, desde las religiones antiguas de los pueblos paganos, pasando por la religión griega y romana, hasta llegar a las varias ramas del Cristianismo, existiendo iglesias nacionales que en no pocos casos son la religión oficial; coexistiendo con un creciente secularismo.
Por ejemplo, el catolicismo es tradicionalmente la confesión más numerosa en España. Según datos del Centro de Investigaciones Sociológicas, en abril de 2019 un 69,0% de la población de España se consideraba católica, un 25,4% no creyente o atea y un 4,2% creyente de otras religiones.
Sin embargo, la población española es actualmente poco practicante en su conjunto: según el mismo estudio, el 62,1% de quienes se autodefinen como creyentes de alguna religión dicen no ir "Casi nunca" a oficios religiosos no relacionados con eventos sociales y el 11,7% dice ir varias veces al año. El 13,9% dice acudir a oficios religiosos casi todos los domingos y días festivos y apenas un 2,7% dice que va varias veces por semana.

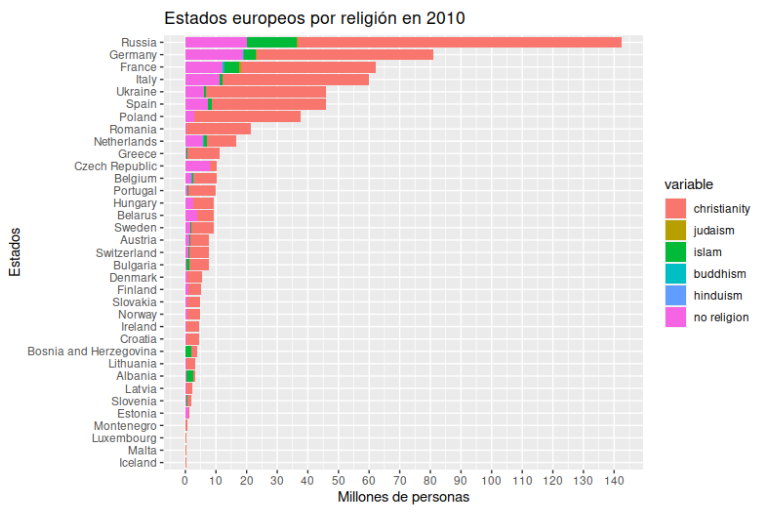
Fuente : https://www.kaggle.com/umichigan/world-religions

## Estadísticas por país (2022)
| País         | Cristianismo | Sin Religión | Fuente |
| ------------ | ------------ | ------------ | ------ |
| Alemania     | 66.0%        | 26.3%        | [ 2 ]  |
| Andorra      | 89.5%        | 8.8%         | [ 2 ]  |
| Austria      | 78.4%        | 14.5%        | [ 2 ]  |
| Bélgica      | 60.5%        | 31.0%        | [ 2 ]  |
| Bulgaria     | 81.0%        | 4.7%         | [ 2 ]  |
| Chipre       | 72.3%        | 1.9%         | [ 2 ]  |
| Croacia      | 93.3%        | 5.1%         | [ 2 ]  |
| Dinamarca    | 81.9%        | 12.0%        | [ 2 ]  |
| Eslovaquia   | 83.6%        | 15.8%        | [ 2 ]  |
| Eslovenia    | 77.2%        | 18.8%        | [ 2 ]  |
| España       | 75.2%        | 21.0%        | [ 2 ]  |
| Estonia      | 39.3%        | 60.2%        | [ 2 ]  |
| Finlandia    | 77.7%        | 20.8%        | [ 2 ]  |
| Francia      | 58.1%        | 31.9%        | [ 2 ]  |
| Grecia       | 87.6%        | 6.1%         | [ 2 ]  |
| Hungría      | 79.3%        | 20.3%        | [ 2 ]  |
| Irlanda      | 89.7%        | 7.9%         | [ 2 ]  |
| Italia       | 80.8%        | 13.4%        | [ 2 ]  |
| Letonia      | 54.3%        | 45.3%        | [ 2 ]  |
| Lituania     | 89.9%        | 9.8%         | [ 2 ]  |
| Luxembourgo  | 70.6%        | 26.7%        | [ 2 ]  |
| Malta        | 97.0%        | 0.2%         | [ 2 ]  |
| Países Bajos | 47.3%        | 44.3%        | [ 2 ]  |
| Polonia      | 92.5%        | 7.3%         | [ 2 ]  |
| Portugal     | 90.5%        | 8.6%         | [ 2 ]  |
| Reino Unido  | 59.1%        | 31.2%        | [ 2 ]  |
| Chequia      | 20.9%        | 78.4%        | [ 2 ]  |
| Rumanía      | 99.5%        | < 0.1%       | [ 2 ]  |
| Suecia       | 63.0%        | 29.0%        | [ 2 ]  |
| Total Europa | 72.2%        | 20.0%        | [ 2 ]  |

## Gobiernos y religión
Todas las monarquías tienen un componente sacro (de hecho, todas las formas de poder lo tienen en mayor o menor medida, pues ha sido universalmente utilizado para la escenificación del poder político) y muchas se definen como «divinas» en naturaleza (derecho divino de los reyes) o están directamente relacionadas con una religión. Por ejemplo: El absolutismo en Ciudad del Vaticano considerándose el Papa un heraldo de Dios en la Tierra, el rey de Inglaterra (que es, a su vez, Cabeza o Gobernador supremo de la Iglesia de Inglaterra) con el anglicanismo, la reina de Dinamarca con la Iglesia del Pueblo Danés, etc.
A continuación veremos brevemente algunos casos de las relaciones del hecho religioso con el poder público, en Europa:
- Ciudad del Vaticano, es la sede mundial de la más numerosa iglesia del cristianismo, su jefe de Estado León XIV es a la vez líder máximo de la Iglesia Católica,[4][5][6] Su Secretario de Estado es el Cardenal Pietro Parolin y su Gobernador es el Cardenal Giuseppe Bertello; su cuerpo diplomático está conformado por nuncios que también cumplen funciones religiosas. Francisco ejerce su soberanía mediante la Curia romana, constituyéndose este Estado en una teocracia.[7]
- Monte Athos. El estado monástico es un territorio autónomo, su gobernador civil es Aristos Kasmiroglou quien es un proselitista de la Iglesia ortodoxa de Grecia; la península es dirigida por 20 monasterios bajo la autoridad directa del Patriarca de Constantinopla Bartolomé I, siendo una teocracia.
- Orden de Malta, con reconocimiento internacional y sujeto de derecho internacional, su príncipe y gran maestre Giacomo Dalla Torre del Tempio di Sanguinetto es considerado por la Iglesia Católica como uno de sus cardenales y, por ende, príncipe de sangre real. Es la cabeza de un Estado soberano y de una Orden religiosa, por lo que también es un cardenal eclesiástico,[8] constituyéndose en una teocracia.
- Islas Feroe. La religión oficial es la Iglesia de las Islas Feroe, la cual es financiada por el gobierno, y su jefe máximo es el Løgmaður (primer ministro) Bárður á Steig Nielsen quien gobierna la iglesia nacional mediante el Ministerio de Cultura.
- Dinamarca. El rey Federico X de Dinamarca es la autoridad suprema de la Iglesia del Pueblo Danés, siendo esta la religión del Estado, el parlamento danés es la autoridad legislativa de la iglesia y el ministro de Asuntos Eclesiásticos Birthe Rønn Hornbech es la máxima autoridad administrativa de la Iglesia del Pueblo Danés.[9]

La Iglesia Evangélica Luterana será la Iglesia establecida de Dinamarca y, como tal, será apoyada por el Estado.
Sección IV de la Constitución de Dinamarca

- Suecia. El rey Gustavo I de Suecia instauró la Iglesia de Suecia, a la que pertenece el actual rey Carlos XVI Gustavo de Suecia, así como el primer ministro Stefan Löfven; siendo un Estado confesional.
- Grecia. Tanto el rey Constantino II de Grecia como el expresidente Prokopis Pavlópulos pertenecen a la Iglesia ortodoxa de Grecia, la cual es la religión del Estado.
- Georgia. Es un Estado confesional de la Iglesia ortodoxa georgiana.
- Reino Unido. EL rey es el Gobernado supremo de la Iglesia de Inglaterra, siendo esta la religión del Estado, la Iglesia de Inglaterra posee un cuerpo legislativo, el Sínodo General, las resoluciones del Sínodo deben ser aprobadas por el Parlamento del Reino Unido antes de recibir el consentimiento real y convertirse en parte de la ley inglesa; la Iglesia posee también su propio sistema judicial, conocido como Las Cortes Eclesiásticas, que forman parte del sistema judicial británico.
- Malta. La religión del Estado es la Iglesia católica como se establece en el artículo 2 de la Constitución.[11]
- Irlanda. Es un Estado confesional católico, su presidente Michael D. Higgins pertenece a la Iglesia Católica.
- Mónaco. El Príncipe de Mónaco Alberto II de Mónaco es católico, y según el artículo 9 de la Constitución el Principado es católico, apostólico y romano, siendo la religión del Estado.[12]
- Liechtenstein. La Iglesia Católica es la iglesia nacional, los "intereses religiosos del pueblo" son una prioridad del gobierno; tanto el Príncipe de Liechtenstein Juan Adán II de Liechtenstein, como el regente Luis de Liechtenstein son católicos.
- Islandia. La Iglesia nacional de Islandia es desde el rey Cristián III de Dinamarca la religión del Estado.[13]
- Armenia. Estatus oficial de la Iglesia apostólica armenia como la iglesia nacional, a la que pertenecen tanto su presidente Vahagn Jachaturián como el primer ministro Nikol Pashinián.
- Turquía. Su presidente Recep Tayyip Erdoğan es musulmán al igual que el 90% de sus ciudadanos, siendo la mayoría los sunnitas como su presidente, la escuela hanafí es organizada por el Estado, a través de la Dirección de Asuntos Religiosos, que controla todas las mezquitas y clérigos musulmanes.
- Andorra. Su Constitución hace mención explícita de la Iglesia católica, a la que garantiza "el ejercicio libre y público de sus actividades y el mantenimiento de las relaciones de colaboración especial con el Estado, de acuerdo con la tradición andorrana"; el arzobispo cátolico Joan-Enric Vives es el Copríncipe de Andorra.
- Noruega. Tanto el rey Harald V de Noruega como el primer ministro Jonas Gahr Støre pertenecen a la Iglesia de Noruega.
- Países Bajos. El monarca Padre de la patria neerlandesa Guillermo de Orange brindó apoyo al surgimiento de la Iglesia Reformada Neerlandesa que se unificó en la Iglesia protestante en los Países Bajos que es a la que pertenece la Monarquía de los Países Bajos, y también pertenece su primer ministro Mark Rutte.
- Serbia. Es un Estado multiconfesional, siendo mayorítaria la Iglesia ortodoxa de Serbia.
- Luxemburgo. Reconoce varias confesiones religiosas como oficiales del Estado, llegando a financiarlas e influir en la designación de sus ministros religiosos, una de estas es la Iglesia Católica que es mayoritaria, siendo la iglesia del Gran duque de Luxemburgo Enrique de Luxemburgo y de la gran familia ducal.
- Croacia. Existe un concordato con la Santa Sede y 14 acuerdos más con otras iglesias, que les otorgan privilegios tales como efectos civiles de los matrimonios religiosos, obligatoriedad de la enseñanza pública de la religión, y la financiación estatal de algunas iglesias; su primer ministro Andrej Plenković es católico.
- Polonia. Existe un acuerdo de 1993 con la Santa Sede, que le otorga privilegios a la Iglesia Católica; su presidente Andrzej Duda es católico como las mayorías del país.
- Alemania. El Canciller alemán Friedrich Merz es católico, mientras que el presidente Frank-Walter Steinmeier pertenece a la Iglesia evangélica en Alemania.
- España. Existe el Concordato entre el Estado español y la Santa Sede de 1953 y acuerdos entre el Estado español y la Santa Sede de 1979 que consagran para la Iglesia Católica diversos privilegios, como las aportaciones de las finanzas estatales para el clero católico; su rey Felipe VI de España es católico.
- Chipre. Su presidente Nikos Anastasiadis pertenece a la Iglesia de Chipre.
- Suiza.  Los cantones pueden apoyar a una o a varias iglesias con subvenciones públicas. En algunos cantones se aplica oficialmente el impuesto eclesiástico.
- Azerbaiyán. Su presidente İlham Əliyev es musulmán chiita.
- Rumania. El presidente Klaus Iohannis pertenece a la Iglesia ortodoxa rumana.
- Austria. Concordato de 1933. Su presidente Alexander Van der Bellen es luterano, aunque predomina el catolicismo: de hecho, su canciller Sebastian Kurz es católico.
- Francia. Tanto su presidente Emmanuel Macron como su primer ministro Édouard Philippe son católicos; fue firmado un acuerdo educativo con la Santa sede en 2008.
- Finlandia. Su presidente Sauli Niinistö pertenece a la Iglesia Evangélica Luterana.
- Moldavia. Su presidente Igor Dodon pertenece a la Iglesia ortodoxa rumana.
- Portugal. Existe un concordato con la Santa Sede, que privilegia a las mayorías católicas.
- República Srpska. De mayorías ortodoxas, su presidente Milorad Dodik pertenece a la Iglesia ortodoxa de Serbia.

## Estadísticas por creencias
| País          | "Creo que hay un Dios" | "Creo que hay algún espíritu o fuerza vital" | "No creo que haya ningún Dios, espíritu o fuerza vital" | "No contestaron" |
| ------------- | ---------------------- | -------------------------------------------- | ------------------------------------------------------- | ---------------- |
| Malta         | 94%                    | 4%                                           | 2%                                                      | 0%               |
| Rumanía       | 92%                    | 7%                                           | 1%                                                      | 0%               |
| Chipre        | 88%                    | 8%                                           | 3%                                                      | 1%               |
| Grecia        | 79%                    | 16%                                          | 4%                                                      | 1%               |
| Polonia       | 79%                    | 14%                                          | 5%                                                      | 2%               |
| Italia        | 74%                    | 20%                                          | 6%                                                      | 0%               |
| Irlanda       | 70%                    | 20%                                          | 7%                                                      | 3%               |
| Portugal      | 70%                    | 15%                                          | 12%                                                     | 3%               |
| Croacia       | 69%                    | 22%                                          | 7%                                                      | 2%               |
| Eslovaquia    | 63%                    | 23%                                          | 13%                                                     | 1%               |
| España        | 59%                    | 20%                                          | 19%                                                     | 2%               |
| Lituania      | 47%                    | 37%                                          | 12%                                                     | 4%               |
| Luxembourgo   | 46%                    | 22%                                          | 24%                                                     | 8%               |
| Hungría       | 45%                    | 34%                                          | 20%                                                     | 1%               |
| Austria       | 44%                    | 38%                                          | 12%                                                     | 6%               |
| Alemania      | 44%                    | 25%                                          | 27%                                                     | 4%               |
| Letonia       | 38%                    | 48%                                          | 11%                                                     | 3%               |
| Reino Unido   | 37%                    | 33%                                          | 25%                                                     | 5%               |
| Bélgica       | 37%                    | 31%                                          | 27%                                                     | 5%               |
| Bulgaria      | 36%                    | 43%                                          | 15%                                                     | 6%               |
| Finlandia     | 33%                    | 42%                                          | 22%                                                     | 3%               |
| Eslovenia     | 32%                    | 36%                                          | 26%                                                     | 6%               |
| Dinamarca     | 28%                    | 47%                                          | 24%                                                     | 1%               |
| Países Bajos  | 28%                    | 39%                                          | 30%                                                     | 3%               |
| Francia       | 27%                    | 27%                                          | 40%                                                     | 6%               |
| Estonia       | 18%                    | 50%                                          | 29%                                                     | 3%               |
| Suecia        | 18%                    | 45%                                          | 34%                                                     | 3%               |
| Chequia       | 16%                    | 44%                                          | 37%                                                     | 3%               |
| Unión Europea | 51%                    | 26%                                          | 20%                                                     | 3%               |